# Believe Again Tour
Believe Again Tour este al doilea turneu al cântăreței Delta Goodrem. Acesta a cuprins paisprezece spectacole, dintre care primul a fost în Newcastle pe 9 ianuarie 2009 și ultimul a fost în Sydney pe 4 februarie 2009.